# Референдум щодо прапора Нової Зеландії

Сучасний прапор

Пропонований прапор, що містить гілку срібної папороті — одного з символів країни

Референдум щодо прапора Нової Зеландії 2015—2016 років проведено у два етапи. Перший відбувся 20 листопада — 11 грудня 2015 із питанням: «Якщо прапор Нової Зеландії зміниться, якому Ви віддасте перевагу?». Це рейтингове голосування, де громадяни повинні були розташувати варіанти від найкращого до найгіршого. Другий етап відбувся 3-24 березня 2016 року й містив питання, чи змінити теперішній прапор на той, який вибрано на першому етапі: «Який прапор Нової Зеландії Ви вибираєте?».

## Передумови
Теперішній прапор затверджено 1902 року. Уже через кілька десятиліть розпочалися дискусії про зміну прапора. Серед аргументів: присутність британського прапора, який ніби ставить під сумнів незалежність і суверенність Нової Зеландії, велика подібність до прапора Австралії, а також відсутність символів, які представляють національну й культурну ідентичність держави. Якщо за переписом 1961 року населення європейського походження становило 92 %, то за переписом 2013 року — 74 %. Натомість, зросла частка маорі (15 %), азійського населення (12 %) та народів Тихоокеанського регіону (7 %; під час перепису можна було вказувати етнічне походження кожного з батьків, тому сума відсотків становить понад 100).
Під час Другої світової війни прем'єр-міністр Нової Зеландії Пітер Фрейзер отримував пропозиції зобразити на прапорі символіку маорі на честь батальйону маорі, який воював у Лівійській пустелі, Греції та Італії.

## Критика
Критики процесу зміни прапора вказували на значні кошти процесу зміни прапора, відсутність підтримки більшості населення та некомпетентність журі, яке вибирало фінальні конкурсні варіанти. Зокрема журі закидали відсутність досвіду роботи у сфері вексилології та графічного дизайну. Відповідно до офіційних документів, під час обговорення варіантів не було консультацій із жодним вексилологом. Міжнародний конгрес вексилолії, що відбувся в Сіднеї саме після оголошення остаточних варіантів нового прапора, розкритикував їх .

## Процес
Журі розглянуло 10292 варіантів нового прапора й оприлюднило список із 40 фіналістів. Пізніше, 1 вересня 2015 року, журі оголосило 4 остаточні варіанти, які мають бути винесені на перший етап референдуму .
Додатково, громадськість, завдяки зібраним 50 тис. підписів у режимі он-лайн, домоглася включити до списку 5-ий варіант — прапор Червоного піку. Однак, кількість електронних голосів можна було «накрутити» і сфальсифікувати, що довели й показали журналісти.

## Результати

### Перший референдум
Якщо прапор Нової Зеландії зміниться, якому Ви віддасте перевагу?

Варіант A
Варіант B
Варіант C
Варіант D
Варіант E

Перший референдум відбувся 20 листопада 2015 і тривав три тижні до 11 грудня 2015. Остаточні офіційні результати оприлюднено 15 грудня. Виборці використовували рейтингову систему, оцінюючи бажаність варіантів від найкращого до найгіршого. Найпопулярніший варіант буде включено до другого референдуму.
| Варіант   | Перший вибір | Перший вибір | Другий вибір | Другий вибір | Третій вибір | Третій вибір | Четвертий вибір | Четвертий вибір |
| Варіант   | Голосів      | %            | Голосів      | %            | Голосів      | %            | Голосів         | %               |
| --------- | ------------ | ------------ | ------------ | ------------ | ------------ | ------------ | --------------- | --------------- |
| Варіант A | 559,587      | 40.15        | 564,660      | 40.85        | 613,159      | 44.77        | 670,790         | 50.58           |
| Варіант E | 580,241      | 41.64        | 584,442      | 42.28        | 607,070      | 44.33        | 655,466         | 49.42           |
| Варіант B | 122,152      | 8.77         | 134,561      | 9.73         | 149,321      | 10.90        | Н/Д             | Н/Д             |
| Варіант D | 78,925       | 5.66         | 98,595       | 7.13         | Н/Д          | Н/Д          | Н/Д             | Н/Д             |
| Варіант C | 52,710       | 3.78         | Н/Д          | Н/Д          | Н/Д          | Н/Д          | Н/Д             | Н/Д             |

Явка становила 49 %. Упевненими лідерами виявилися варіанти зі срібною папороттю — чорно-синій (50,58 %) і червоно-синій (49,42 %).

### Другий референдум
Який прапор Нової Зеландії Ви вибираєте?

Варіант 1 (пропонований)
Варіант 2 (теперішній)

Другий референдум розпочався 3 березня 2016 і йшов три тижні до 24 березня 2016. Виборці мали зробити вибір між вибрати між існуючим прапором і новим, вибраним у першому референдумі. 24 березня 2016, оголошено попередні результати, за якими теперішній прапор отримав 56.7 % голосів, а новий — 43.3 %.

Результати другого етапу референдуму за виборчими округами.
Варіант 1 (пропонований)
Варіант 2 (теперішній)

| Варіант                  | Голосів   | Голосів |
| Варіант                  | К-ть      | %       |
| ------------------------ | --------- | ------- |
| Варіант 1 (пропонований) | 921,876   | 43.27   |
| Варіант 2 (теперішній)   | 1,208,702 | 56.73   |
| Усього                   | 2,130,578 | 100.00  |
| Неформальні голоси       | 5,044     | 0.21    |
| Неправильні голоси       | 5,273     | 0.23    |
| Усього віддано           | 2,140,895 | 100.00  |
| Явка                     | 67.78 %   | 67.78 % |

Неформальні голоси — бюлетені, де нечітко видно, за який варіант проголосовано (наприклад, порожній чи із зазначенням обох варіантів).

Неправильні голоси — бюлетені, які визнано недійсними або які неможливо було прочитати.
Тільки в 6 із 71 виборчих округів новий прапор набрав понад 50 % голосів (див. карту): Бей оф Пленті, Клута-Саутленд, Іст Коуст Бейз, Айлем, Селвін і Тамакі.